# Abiko
Abiko (Japans: 我孫子市, Abiko-shi) is een stad in het noordwesten van de prefectuur Chiba  (利根川, Tonegawa-bekken), in de nabijheid van het moerasland Teganuma (手賀沼). Op 1 maart 2008 had de stad 133.576 inwoners.  De bevolkingsdichtheid bedroeg 3090 inw./km².  De oppervlakte van de stad is 43,19 km².

## Geschiedenis
In vroeger tijden fungeerde Abiko als relais op de Mito-route (水戸街道, Mito kaidō), halverwege Kogane (小金) en Toride (取手). Op 1 juli 1970 werd de gemeente gemachtigd de titel "stad (shi)" te voeren. Abiko heeft zich ontwikkeld tot een voorstad van Tokio en huisvest onder andere het Yamashina Instituut voor Ornithologie ( 山階鳥類研究所, Yamashina chōrui kenkyūjo). 